# Линен, Сенне
Сенне Линен (нидерл. Senne Lynen; род. 19 февраля 1999, Borsbeek, Фламандский регион) — бельгийский футболист, полузащитник клуба «Вердер».

## Клубная карьера
Линен — воспитанник клубов «Антверпен», «Вестерло», «Льерс» и «Брюгге». В 2017 году он был внесён в заявку команды на сезон. В начале 2018 года Линен на правах аренды перешёл в нидерландский «Телстар». 2 февраля в матче против «Ден Босха» он дебютировал в Эрстедивизи. По окончании аренды клуб выкупил трансфер игрока. 14 декабря в поединке против дублёров ПСВ Сенне забил свой первый гол за «Телстар». 
Летом 2020 года Линен перешёл в «Юнион». 13 сентября в матче против дублёров «Брюгге» он дебютировал в бельгийской Челлендж Про-лиге. 16 апреля 2021 года в поединке против дублёров «Брюгге» Сенне забил свой первый гол за «Юнион». По итогам сезона игрок помог команде выйти в элиту. 25 июля в матче против «Андерлехта» он дебютировал в Жюпиле лиге. 8 сентября 2022 года в матче Лиги Европы против берлинского «Униона» он забил гол. 
Летом 2023 года Линен перешёл в бременский «Вердер». Сумма трансфера составила 2 млн. евро. 